# Dictyostelium discoideum

Cykl życiowy D. discoideum

Dictyostelium discoideum Raper – gatunek śluzowców. Jest to jednokomórkowy śluzowiec będący ważnym organizmem modelowym.

## Systematyka i nazewnictwo
Pozycja w klasyfikacji według Index Fungorum: Dictyostelium, Dictyosteliaceae, Dictyostelida, Dictyostelia, Dictyostelea, Mycetozoa, Amoebozoa, Protozoa.
Takson ten opisał Kenneth Bryan Raper w 1935 r. na butwiejących liściach.

## Dictyostelium discoideumjako organizm modelowy
Osobniki tego gatunku występują jako pojedyncze ameby, ale po zjedzeniu wszystkich bakterii na ich obszarze, łączą się z sobą tworząc organizm wielokomórkowy. Cechy te sprawiają, że są one cennym obiektem do badania procesów rozwojowych, a także do badania ewolucji wielokomórkowości. Dawniej śluzowce zaliczane były do grzybów, ostatnio wykazano, że w rzeczywistości nie mają żadnego z nimi związku. Dictyostelium discoideum jest najczęściej badanym gatunkiem śluzowca komórkowego (Dictyostelia) i jako taki został zidentyfikowany jako organizm modelowy przez National Institutes of Health (NIH) w Stanach Zjednoczonych. Zskwencjonowano jego genom i dzięki temu wiemy, że D. discoideum ma sześć chromosomów i od 8000 do 10 000 genów, z których wiele wykazuje podobieństwo do genów kręgowców. Zbadano mechanizmy molekularnych leżące u podstaw ruchów komórkowych podczas morfogenezy. W latach czterdziestych XX wieku, po odkryciu rozprawy doktorskiej Rapera, drugim naukowcem, który skupił się na badaniu tego śluzowca został John Tyler Bonner. Zaintrygował go niezwykły cykl życiowy organizmu i jego niezwykłe zdolności regulacyjne.
Biolodzy badają cykl życiowy D. discoideum, ponieważ dostarcza on wiedzy na temat procesów mechanicznych i molekularnych leżących u podstaw tworzenia się wzorców i morfogenezy. Przy użyciu D. discoideum przeprowadzono niektóre z pierwszych badań adhezji komórkowej, a następnie potwierdzono je na badaniach z innymi śluzowcami. Ponadto praca ze śluzowcami pozwoliła zidentyfikować ścieżki sygnałowe, które pomagają określić biegunowość, a także kierunek ruchu podczas chemotaksji.

## Cykl rozwojowy
Zarodniki Dictyostelium discoideum są małe, w kształcie kapsułek i kiełkują po umieszczeniu ich na wilgotnym agarze. Powstałe z nich ameby wchodzą w stan wegetatywny, podczas którego żerują, pochłaniając bakterie i wielokrotnie dzielą się, tworząc swobodnie pływające, niezależne komórki potomne. Kiedy ameby osiągną krytyczną liczbę, która jest zależna od dostaw pożywienia, zaczynają gromadzić się i płynąć w kierunku centralnego punktu zbiorczego. Tworzą strumienie, które następnie zbierają się w większe rzeki. Łączenie się w strumienie jest wynikiem chemotaksji będącej odpowiedzią na cAMP pochodzący z małej grupy komórek ameboidalnych, które utworzyły centrum agregacji. Początek agregacji oznacza koniec wzrostu, odżywiania i podziału komórek. Bonner szczególnie podkreślił tę cechę, podejrzewając, że w okresie agregacji procesy wzrostu i morfogenezy są całkowicie oddzielne i dlatego stwarzają wyjątkową okazję do badania ruchów komórkowych niezależnie od wzrostu. Rzeczywiście, ta cecha pozwoliła Bonnerowi odkryć, że agregacja była wynikiem chemotaksji, której odkrycie stanowiło podstawę do wielu prac eksperymentalnych. Powstały agregat ameb jest powszechnie nazywany pseudoplazmodium (nibyśluźnią), i liczy od kilkuset do 100 000 komórek. Wielkość pseudoplazmodium wynosi od 0,1 do 2 mm w zależności od liczby ameb. Następnie nibyśluźnia rozpoczyna okres wędrówek trwający do dwóch tygodni. W tym czasie porusza się z szybkością około 2 mm na godzinę, z taką samą prędkością poruszają się także poszczególne ameby w okresie agregacji. Ostatni zestaw ruchów morfogenetycznych jest opisywany jako okres kulminacyjny lub faza owocnikowania, kiedy nibyśluźnia obraca się do góry, tworząc szypułkę podtrzymującą okrągłą masę zarodników na wierzchołku. Bonner opisał ruchy zaangażowane w tę skomplikowaną transformację jako analogiczne do ruchów odwróconej fontanny: komórki „wylewały się” na zewnątrz, gdzie zostały uwięzione i zestalone na rosnącej łodydze. Komórki na przedniej krawędzi pierwotnej agregacji w kształcie pocisku stają się komórkami szypułki, a komórki tylne stają się komórkami przetrwalnikowymi.
W okresie agregacji komórki brak zróżnicowania między komórkami nibyśluźni, dopiero później oniektóre z nich tworzą komórki szypułki lub zarodników. Wczesne prace Rapera wykazały, że jeśli pociął nibyśluźnię na różne części, każda z nich zachowała zdolność tworzenia pełnego owocnika. Niektórzy zinterpretowali to zjawisko jako przykład regeneracji, podczas gdy inni klasyfikują je jako regulację, ponieważ proces ten jest pozbawiony jakiegokolwiek wzrostu, a zatem jest po prostu rearanżacją istniejącej tkanki. Zjawisko to jest nadal owocnym obszarem badań, ponieważ rozwój narzędzi do analizy genetycznej ułatwił wiele prac nad mutantami D. discoideum.